# Porphyrogennētos
Porfirogenito (in greco Πορφυρογέννητος?, Porphyrogénnētos, e latinizzato in Porphyrogenitus o Porphyrogenitos, al femminile: Πορφυρογέννητη, Porphyrogénnētē, latinizzato in Porphyrogenita) era un titolo onorifico dal significato letterale di "nato nella porpora", conferito al figlio o alla figlia dell'imperatore regnante dell'Impero bizantino.

## Inquadramento storico
Sebbene il termine porfirogenito sia stato usato principalmente nell'Impero bizantino, esso fu coniato per l'imperatore d'Occidente Onorio in un panegirico a lui dedicato da Claudio Claudiano in occasione delle nozze con Maria figlia del generale Stilicone.
Nel corso della storia, i Bizantini non limitarono mai la successione ai primogeniti: il concetto di legittimità dinastica si ebbe infatti soltanto in determinati periodi storici dominati da forti dinastie come quelle macedone, comnena e paleologa, mentre la prima attestazione dell'utilizzo del termine risale all'846. Costantino VII Porfirogenito, nel suo libro De Ceremoniis, descrive le celebrazioni seguenti alla nascita del Porphyrogénnētos.

## Condizioni
La condizione primaria per ottenere questo titolo era il luogo di nascita, che doveva essere la Porphýra (in greco Πορφύρα), cioè la camera di porpora situata in un'ala del Grande Palazzo di Costantinopoli. Secondo la descrizione di Anna Comnena, la sala si trovava su una delle terrazze del palazzo con vista sul Mar di Marmara e sul Bosforo, era di forma perfettamente quadrata con il soffitto piramidale ed era interamente rivestita di porfido purpureo picchiettato con puntini bianchi.
L'altra condizione per ottenere il rango di Porphyrogénnētos era lo status paterno di Basileus (βασιλεύς), che doveva essere sposato con l'imperatrice consacrata come Basilissa (Βασίλισσα). Il colore porpora, tratto dalla lavorazione di un piccolo mollusco con cui colorare la stoffa, era riservato alle vesti imperiali: solo i sovrani e i loro familiari potevano indossarle. Allo stesso modo il porfido, la pietra rossa che proveniva dall'Egitto ed estratto da un'antica miniera, era destinato alla costruzione del sarcofago che avrebbe custodito il corpo dell'imperatore defunto.

## Utilizzo
Anche le imperatrici bizantine ricevettero questo appellativo; tra i casi più celebri quello delle imperatrici Zoe e Teodora, che regnarono da sole per alcuni anni sul trono di Bisanzio. Gli imperatori bizantini erano in ogni caso percepiti come entità divine in quanto vicari di Dio sulla terra e l'importanza dello status di Porphyrogénnētos era connessa proprio all'idea di trasmissione di questo ruolo, in una sorta di riedizione della Natività. Nelle missioni diplomatiche la concessione della mano di una principessa porfirogenita era l'onore massimo cui potesse aspirare un re straniero: tant'è che Giovanni I Zimisce non concesse mai all'imperatore Ottone II la mano di una porfirogenita, in quanto avrebbe equiparato con questo gesto l'Impero bizantino a quello germanico. Analogamente, al momento dell'ascesa al trono, Romano I Lecapeno fece sposare Costantino VII con una delle sue figlie, al fine di conferire legittimità alla sua dinastia legandola a quella legittima.